# Cavallasca
Cavallasca là một đô thị ở tỉnh Como trong vùng Lombardia, có cự ly khoảng 40 km về phía bắc của Milano và khoảng 4 km về phía tây của Como, ở biên giới với Thụy Sĩ. Tại thời điểm ngày 31 tháng 12 năm 2004, đô thị này có dân số 2.816 người và diện tích là 2,7 km².
Cavallasca giáp các đô thị: Chiasso (Thụy Sĩ), Como, Gironico, Montano Lucino, Parè, San Fermo della Battaglia.